# Апачи
Апачи су атабаскански народ, староседеоци су америчког југозапада. Говоре апачким језицима, који припадају атабасканској породици језика. Свако од 6 апачких племена говори својим језиком. Порекло речи Апачи је непознато.
Апачи су живели у источној Аризони, Њу Мексику, западном Тексасу, јужном Колораду, западној Оклахоми и северном Мексику у државама Сонора и Чивава. У Апачерији, њиховој заједничкој домовини налази се велики број високих планина, долина, дубоких кањона, пустиња и јужни део великих равница. Важили су за храбро и ратоборно племе, које је стално било у сукобу са белцима. Коначно су покорени 1886. године.
Данас се налазе у резерватима у Аризони, Њу Мексику, Оклахоми и Тексасу, мада се могу наћи широм САД укључујући и велике градове. Према попису становништва САД из 2010. било их је само 63.193, када се укључе и особе мешаног порекла 111.810.

## Подгрупе
Племена Апача су:
Западна племена:
- 1) Мескалеро
- 2) Чирикава
- 3) Западни Апачи

- Тонто
- Вајт Маунт`н
- Чибику
- Сан Карлос Апачи

Источна племена:
- 4) Хикари
- 5) Липан

Преријско племе:
- 6) Преријски Апачи (или Кајова Апачи)

### Историјске подгрупе различитих апачких племена

#### Чирикава
Чирикаве су у прошлости живели у југоисточној Аризони и југозападном Њу Мексику.
- Чирикава Апачи, који живе у Оклахоми, Форт Сил Апачи састоје се из 4 подгрупе:

- Чихене (или Источне Чирикаве, Мимбрењос, Коп`р Мајнс Апачи, Ворм Спрингс Апачи, Гила Апачи)
- Биданку (или Североисточне Чирикаве, Моголон Апачи, Бедонко, Бронко Апачи, Гила Апачи)
- Чукунен (или Централне Чирикаве, Чоконенде, Чирикава у ужем смислу)
- Ндендаи (или Јужне Чирикаве, Пајн`ри Апачи, Сијера Мадре Апачи, Чирикава у ужем смислу)

Коп`р Мајнс Мимбрењос (или Коп`рмајн) су живели око горњег тока реке Гила у области Пинос Алтос у Њу Мексику. Били су подгрупа Чихене Апача.
Ворм Спрингс Мимбрењос (или Вормспринг) су живели око горњег тока реке Гила у области Охо Калиенте у Њу Мексику. Били су подгрупа Чихене Апача.
Гилењо (или Апачис де Гила, Апачис де ла Сиера де Гила, Гиланианс, Гила Апачи, Гилењос) је име које се односило на неколико различитих апачких и неапачких група у различитим периодима времена. Реч Гила се односила или на реку Гила или на Гила планине. Имајући у виду да је ово име коришћено за све апачке групе западно од реке Рио Гранде, често није потпуно јасно на коју се групу у историјским документима тачно мислило. Од Чирикава овим именом су били обухваћени Биданку (Моголон) и Чихене. Након 1722. у шпанским документима почиње да се прави разлика између различитих група Гила Апача, а термин Апачис де Гила почиње да се употребљава за Западне Апаче који су живели око реке Гила (као синоним се користио израз Којотеро).

#### Хикари
Хикари Апачи су претежно живели у северном Њу Мексику, јужном Колораду и области Пенхенд`л у Тексасу. Име Хикари потиче од шпанске речи за малу тикву. На територији Хикари Апача постојале су два потпуно различите животне средине, због чега су се развиле 2 подгрупе: Ољероси или Хикари планинских долина и Љанероси или равничарски (преријски) Хикари. Сваког Септембра две групе се такмиче у церемонијалној трци током празника Гоџија.
Постојале су две подгрупе Хикари Апача:
- Ољерос (или Северни Хикари, Саидинде), били су становници планина, живели су западно од реке Рио Гранде уз реку Чама[7]. Бавили су се земљорадњом, производили су грнчарију, а њихово име потиче од шпанске речи Ољеро, што значи грнчари. Њихова насеља су била слична Пуеблима. „Саидинде” је њихов ендоним (име којим су сами себе звали) и значи „Пешчани Људи” или „Планински Људи” или „Становници Планина”.
- Љанерос (или Источни Хикари), били су становници равнице (прерије), живели су као номади у типијима, пратили су и ловили бизоне у прерији источно од реке Рио Гранде. Средиште њихове територије је било око реке Кенејдијан Рив`р. Њихово име за себе је било „Гулгахен” или „Равничарски Људи”, што су Шпанци преузели као „Љанерос”, што значи „Становници Равнице”[4][6][8].

#### Липан
Липан Апаче су Команчи и њихови савезници до 1750. протерали са јужних делова Велике Равнице, након чега су се поделили на две главне групе, које су се даље делиле на мање подгрупе.
Постојале су две главне групе Липан Апача:
- Источни Липан (или Горњи Липан, Северни Липан)

- Церал Туета (Црвенокоси људи), живели су јужно од реке Нуецес у јужном Тексасу
- Че ша (Људи Сунчеве Видре), живели су од Сан Антониа у Тексасу јужно до реке Рио Гранде
- Конечи (Људи Борова), живели су од Луизијане до источног Тексаса дуж реке Ред Ривер
- Колкаха (Људи Високе Траве), живели су на централној равници Тексаса дуж горњег тока реке Колорадо и њених притока, јужно све до реке Пекос
- Чокана (Прашкасти Људи), живели су западно од Форт Грифина у Тексасу дуж горњег тока реке Колорадо према западној страни реке Рио Гранде
- Коке меческо лаха (Људи Шиљатих Мокасина), живели су јужно од Сна Антонија све до северног Мексика
- Цел татли дша (Људи Зелене Планине), живели су источно од реке Рио Гранде дуж доњег тока река Гвадалупе и Нуецес
- Ндаве коха (Људи Ватре), живели су југоисточно од Форт Грифина, дуж река Колорадо, Сан Саба и Љанос, према горњем току реке Нуецес у њених притока Фрио и Атаскос у Тексасу
- Ша иа нде (Северни Људи), били су најсевернија група Липан Апача
- Цес цембаи (Људи Вучјих Глава), живели су између горњег тока реке Бразос и реке Колорадо
- Тел конда (Људи Дивљих Гусака), живели су западно од Форт Грифина у Тексасу, дуж горњег тока реке Колорадо и њених притока

- Западни Липан (или Доњи Липан, Јужни Липан)

- Тун ца нде (Људи Велике Воде), живели су од равница у приобаљу мексичког залива, до обе стране реке Рио Гранде у држави Коавила
- Цес кеценде (Људи Обојене Шуме), живели су око горњег тока реке Бразос, а касније су се преселили у близину Лавона у Мексику
- Тинди нде (Планински Људи), живели су око горњег тока реке Рио Гранде у јужном Њу Мексику и северном Мексику
- Ча шка ожаје (Људи Малих Кецеља), живели су дуж источне обале реке Пекос у Тексасу
- Твид нде (Жилави Људи Из Пустиње), живели су близу ушћа река Бразос и Рио Гранде
- Зит ис ти нде (Камен Везан За Главу Људи), живели су у пустињама северног Мексика

#### Мескалеро
Мескалеро Апачи претежно живе у источном Њу Мексику.
Мескалеро Апачи су се делили на следеће групе:
- Натахенде (Људи Мескала), живели су између река Рио Гранде и Пекос у централном Њу Мексику
- Гулкахенде (Људи Равнице), живели су источно од планина и реке Пекос, на висоравнима од области Пенхенд`л у Тексасу до долине Пекос, између Амарила, Тукумкарија, Лубока и Љано Естакадоа, дуж Сандија и Тијерас планина, западно до Санта Феа, од Ногал Кањона на северу до Лас Вегаса (у Њу Мексику), од Орган планина источно до Ел Пасоа
- Цилнихенде (Људи Планинског Гребена), живели су на планинама западно и јужно од реке Пекос
- Цлахахенде (Људи Антилопе), живели су између река Пекос и Рио Гранде у планинама централног и јужног Њу Мексика и Туларос Басена
- Нитахенде (Људи Земљаних Усека), живели су на Сакраменто планинама у Њу Мексику и Гвадалупе планинама у западном Тексасу
- Цехичихенде (Људи Кукастог Носа), живели су на Гвадалупе планинама и суседним равницама Тексаса и северним деловима Кахуиле и Чиваве у Мексику
- Цебекиненде (Људи Камених Кућа), живели су око Нуево Касас Грандес у држави Чивава
- Тахунде (Људи Планина Које Се Простиру До Реке), живели су на обе стране реке Пекос у јужном Њу Мексику и југозападном Тексасу
- Таинцунде (Људи Велике Воде), живели су у јужном централном Тексасу и северној Кахуили. Првобитно су били Липан Апачи али су се касније прикључили Мескалеро Апачима
- Туетинини (Жилави Људи Из Пустиње), живели су на северу Кахуиле и Чиваве. Првобитно су били Липан Апачи али су се касније прикључили Мескалеро Апачима

#### Преријски Апачи
Преријски Апачи или Кајова Апачи за себе су користили имена Наиша и Наишан Дене. Били су у савезу са Кајовама. Живели су у Великој Равници. Данас живе у југозападној Оклахоми.

#### Западни Апачи
Западни Апачи укључују подгрупе: Северни Тонто, Јужни Тонто, Вајт Маунт`н, Чибику и Сан Карлос Апачи. Према Гудвину ове групе Западних Апача иако су делиле језик, доживљавале су себе као независне једне од других.
- Тонто, према Гудвину они су живели у западним и северним подручјима Западних Апача, северно од Феникса, северно од реке Верде.

- Северни Тонто

- Болд Маунт`н
- Фосил Крик
- Мормон Лејк
- Оук Крик

- Јужни Тонто

- Мазацал
- остали Јужни Тонто

- Вајт Маунт`н су најисточнија група Западних Апача

- Источни Вајт Маунт`н
- Западни Вајт Маунт`н

- Чибику, живели су северно од реке Солт Ривер између Тонто и Вајт Маунт`н Апача. Имали су 3 подгрупе:

- Сид`р Крик
- Каризо
- Чибику у ужем смислу

- Сан Карлос Апачи, према Гудвину живели су најближе Тусону од свих Западно Апачких група (били су најјужнија група). Имали су 4 подгрупе:

- Апачи Пикс
- Ариваипа
- Пинал
- Сан Карлос Апачи у ужем смислу

## Историја

### Досељавање на југозапад
Апачи и Навахо говоре сродним јужно-атабасканским језицима. Остали народи који говоре атабасканским језицима и даље живе на Аљасци, у западној Канади и на северозападној обали Пацифика. Антрополошки докази сугеришу да су Апачи и Навахо живели на тим истим северним просторима, пре него што су населили југозапад, између 1200. и 1500. године нове ере.
Апачки номадски начин живота усложњава прецизно одређивање тачног времена досељавања, најпре због тога што су градили једноставнија боравишта у односу на остале народе југозапада САД. Од почетка 21. века направљен је значајан напредак у одређивању времена њиховог досељавања и препознавању њихових боравишта и осталих облика материјалне културе.
У време доласка Шпанаца трговина између Пуебло Индијанаца и Апача је већ била успостављена. Пуебло Индијанци су размењивали кукуруз и памук за месо бизона и материјале за израду камених алатки. Коронадо је приметио да Преријски Индијанци зими кампују у близини Пуебла. Након успостављања шпанског суверенитета у области, дошло је до поремећаја у трговинским односима између ове две групе. Апачи су брзо дошли до коња, захваљујући чему су побољшали своју покретљивост и постали способни за брзе упаде у насеља. Пуебло Индијанци са друге стране су били присиљени да обрађују поседе католичких мисија, због чега су имали мање вишкова којима су могли да тргују са својим суседима.

### Сукоб са Мексиком и САД
У периоду од неколико векова шпански колонисти и Апачи су међусобно трговали али су и једни другима нападали насеља. Односи између одређених шпанских села и апачких скупина су се разликовали. Једна скупина Апача је могла да има пријатељски однос са једним шпанским селом, а са другим да буде у сукобу. Када би дошло до сукоба Шпанци би послали своје јединице, након битке био би потписан мировни споразум и обе стране би се вратиле својим кућама.
Ни након независности Мексика 1821. односи између Мексиканаца (наследника Шпанаца) и Апача нису промењени. До погоршања односа између Апача и Мексиканаца је дошло 1831. када је избио апачко-мексички рат. У Мексику, у држави Сонори је од 1835. плаћана награда за сваки скалп апачког мушкарца старијег од 14 година. Власти мексичке државе Дуранго су 1856. објавиле да је у индијанским нападима (углавном нападима Команча и Апача) убијено више од 6.000 људи, отето 748 и да је напуштено 358 насеља у претходних 20 година.
У току Мексичко-америчког рата 1846-1848, многи Апачи су гарантовали слободан пролаз америчким војницима кроз своје земље. Када су САД преузеле дотадашњи северни Мексико, „Мангас Колорадас” (Црвени Рукав) поглавица Чихена (подгрупе Чирикава Апача) потписао је мировни споразум са САД, поштујући их као освајаче мексичке земље. Мир између Апача и САД је трајао до 1850-их. Досељавање америчких копача злата на Санта Рита планине довео је до сукоба са Апачима. Овај сукоб је познат по имену апачки ратови. Поред Мангаса Колорадаса, истакнуте вође Апача из овог времена били су и Кочиз поглавица Чоконена (подгрупе Чирикава Апача), Викторио који је био поглавица Ворм Спринса (подгрупе Чихене Чирикава Апача) и други по рангу поглавица међу Чихенима и Џеронимо који није био поглавица Бедонка (подгрупе Чирикава Апача) већ један од њихових истакнутих вођа.
Концепт резервата који је постојао у САД није постојао код Шпанаца и Мексиканаца. Резерватима је често било лоше руковођено. Народи који нису имали никакве везе једни са другима били су принуђени да живе на истом резервату. Нису постојале ограде које би спречавале људе да уђу или изађу. Није било неуобичајено да некој скупини буде допуштено да га напусти на краће време. Неке скупине су одлазиле без дозволе због пљачке, одласка у стару домовину због тражења хране и испаше стоке или једноставно да би побегли са резервата. Војска је обично имала тврђаве у близини. Њихов посао је био да чувају Индијанце у резерватима и да траже и враћају оне који су побегли. Политика резервата САД је довела до сукоба и ратова са разним групама Апача, који су напуштали резервате у наредних приближно 25 година.

### Коначни пораз Апача
До коначног пораза Апача дошло је када је 5.000 америчких војника присилило Џеронимову групу од 30 до 50 мушкараца, жена и деце да се предају 4. 9. 1886. у кањону Скелетон у Аризони. Војска је послала ову групу, као и трагаче Чирикаве који су их пронашли у војни затвор у Форт Пикенсу на Флориди, а одатле после одређеног времена у војни затвор у Форт Силу у Оклахоми.